# おうし座28番星
座標:  03h 49m 11.21575s, +24° 08′ 12.1590″
おうし座28番星(28 Tauri)は、おうし座の恒星でプレアデス星団に属す。
プレアデス星団の中では輝星の一つだが、視等級は5.09と暗く、また近くに約4倍明るいおうし座27番星が見えるために裸眼で見つけるのは難しい。

## 概要
この星は連星であり、明るい方の恒星Aは、古典的なBe星で、周期的な段階の変化や、それぞれ異なった角度を持つ2つのガス円盤からなる恒星周辺の複雑な環境等の特徴を持つ。この連星系に関する研究が行われたが、伴星Bの性質は良く分かっていない。
自転速度はアケルナルよりも速く、自壊速度に近い。
SIMBADでは、スペクトル型B8Vneに分類されているが、近年の多くの研究者はB8Vpeに分類している。添え字"n"は「太い線」、"e"は「輝線」、"p"は「特異」を意味する。この星の場合、「特異な」輝線は、恒星から放出された物質でできた、周囲のガスの円盤に由来するものである。

### 距離
地球からの真の距離については、かなりの議論がある。議論は、距離測定の方法論を中心に展開されている。視差法が最も中心であるが、光度計や分光計を用いた観測でも貴重な洞察が得られる。ヒッパルコスのミッションが行われる前、プレアデス星団までの推定距離は、約135パーセク（440光年）であった。しかし、1997年にヒッパルコス星表が出版されると、新しい視差の測定値により、119 ± 1.0パーセク（388 ± 3.2光年）とより近いことが示唆され、天文学者の間で議論を呼び起こした。一部の天文学者が主張するようにヒッパルコスの見積りが正確であるとすると、星団の中の恒星は、太陽に似た恒星と比べて暗いことになり、恒星の構造に関する基礎的な概念に変更を迫ることになる。2004年にハッブル宇宙望遠鏡のファイン・ガイダンス・センサーを用いて、カリフォルニア工科大学とアメリカ航空宇宙局のジェット推進研究所の共同で行われた干渉法測定によって、約135パーセクという当初の推測値が正しい値であったことが示された。しかし、2009年に出版された論文では、0.13 masという非常に厳しい誤差範囲で8.32 masという新しい視差の測定値を示し、この星までの距離を120.2 ± 1.9パーセク（392.0 ± 6.0光年）と算出した。
どの推定距離が将来の計算で裏付けられるかは分からないが、2013年末に打上げられたガイア計画は、この議論の究極的な決着をもたらすだろうと期待されている。

## 性質
1942年、Be星の初期の研究者の1人であるオットー・シュトルーベは、「プレアデス星団の中で最も興味深い」と述べた。この星団の他の多くの恒星と同様に、この星は青白色のB型主系列星で、温度は約12,000Kである。距離を約120パーセクと仮定すると、放射光度は太陽光度の190倍である。半径は3.2太陽半径、質量は3.4太陽質量であり、この星はプレアデス星団の他の明るい恒星と比べるとかなり小さい。例えば、おうし座η星の半径は10太陽半径、光度は2400太陽質量であり、この星より30倍大きく、13倍明るい。

### Be星
この星は古典的なBe星であり、しばしば"active hot star"と呼ばれる。古典的なBe星は、主系列に近いB型星であり、"e"の文字が付くのは、この星はスペクトル中に、通常の恒星が持つ吸収線ではなく、輝線を持つことを示している。輝線は、恒星がガスに囲まれていることを示す。Be星の場合、ガスは通常、赤道面上の円盤を形成し、光球からだけではなく、円盤からも電磁波を放射している。この周囲のガスの配置や運動は、ガスや放射の圧力ではなく回転によって重力に打ち勝つ「ケプラー型の」円盤として、最も良く説明される。このような星周円盤は、恒星に向かって物質が落ち込む「降着円盤」に対して、恒星から物質が噴出される"decretion disks"と呼ばれることがある。

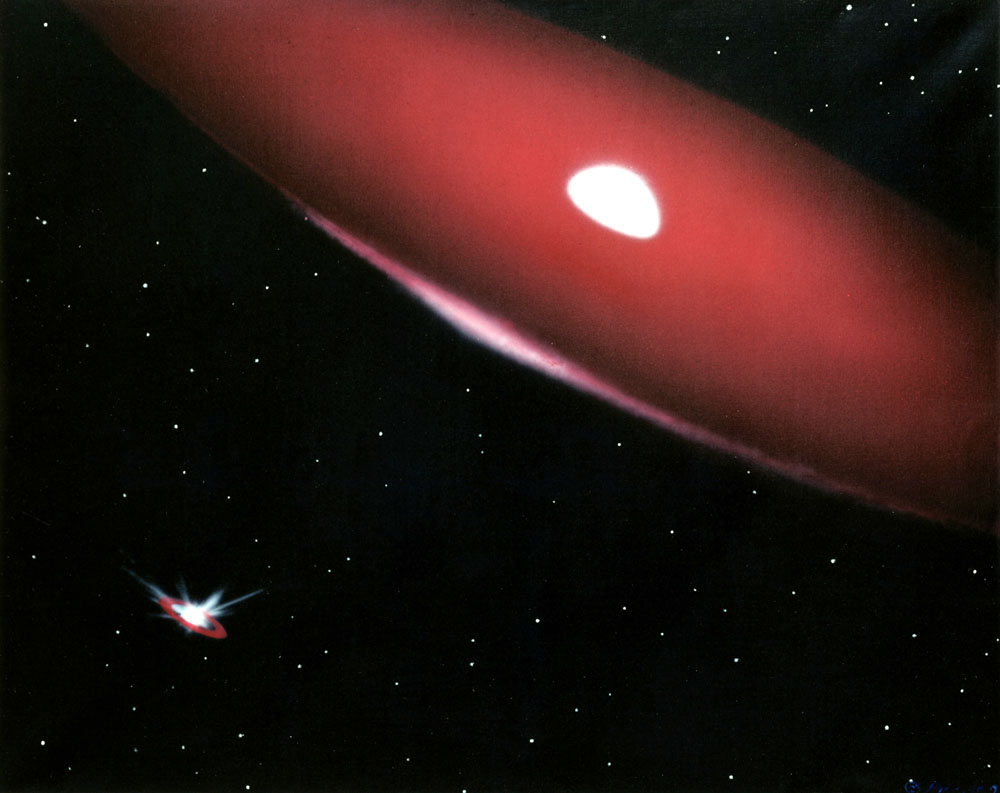
ペルセウス座φ星の想像図。この星やペルセウス座φ星のような古典的なBe星は、赤道上に恐らく高速の自転に由来するガスの円盤を持つことがある。

Be星は、200km/s以上の速度で高速自転し、強い恒星風を発生させ、質量喪失速度は大きい。その見かけの明るさのため、高速自転し偏球の形になっている恒星として最も良く知られているのはアケルナルであるが、その自転速度251km/sは、おうし座28番星の自転速度329km/sよりもかなり遅い。結果として、アケルナルの自転周期が48.4時間であるのに対し、この星の自転周期は11.8時間である。これと比べ、太陽の自転周期は25.3日間である。おうし座28番星がこれほど速く自転しているため、B8V星の自壊速度として推定されている約370-390km/sに近くなっている。自転速度が非常に速い他のBe星には、470km/sのさいだん座α星がある。この速度はあまりにも速いため、今にも爆発しようとしている。
この星を非常に独特なものにしているのは、通常のB型星、Be星、Be殻星の3つの段階を交互に移り変わることである。その原因は恐らく、多くのBe星がその中から出てきたり隠れたりする周囲のガスの円盤である。円盤の物質は、重力のために恒星に引きつけられるが、十分なエネルギーを得ると宇宙に飛び出し、恒星風の一部となる。Be星は、それぞれが独自の進化を遂げた複数のガスの環を形成することがあり、複雑な星周環境のダイナミクスを作っている。

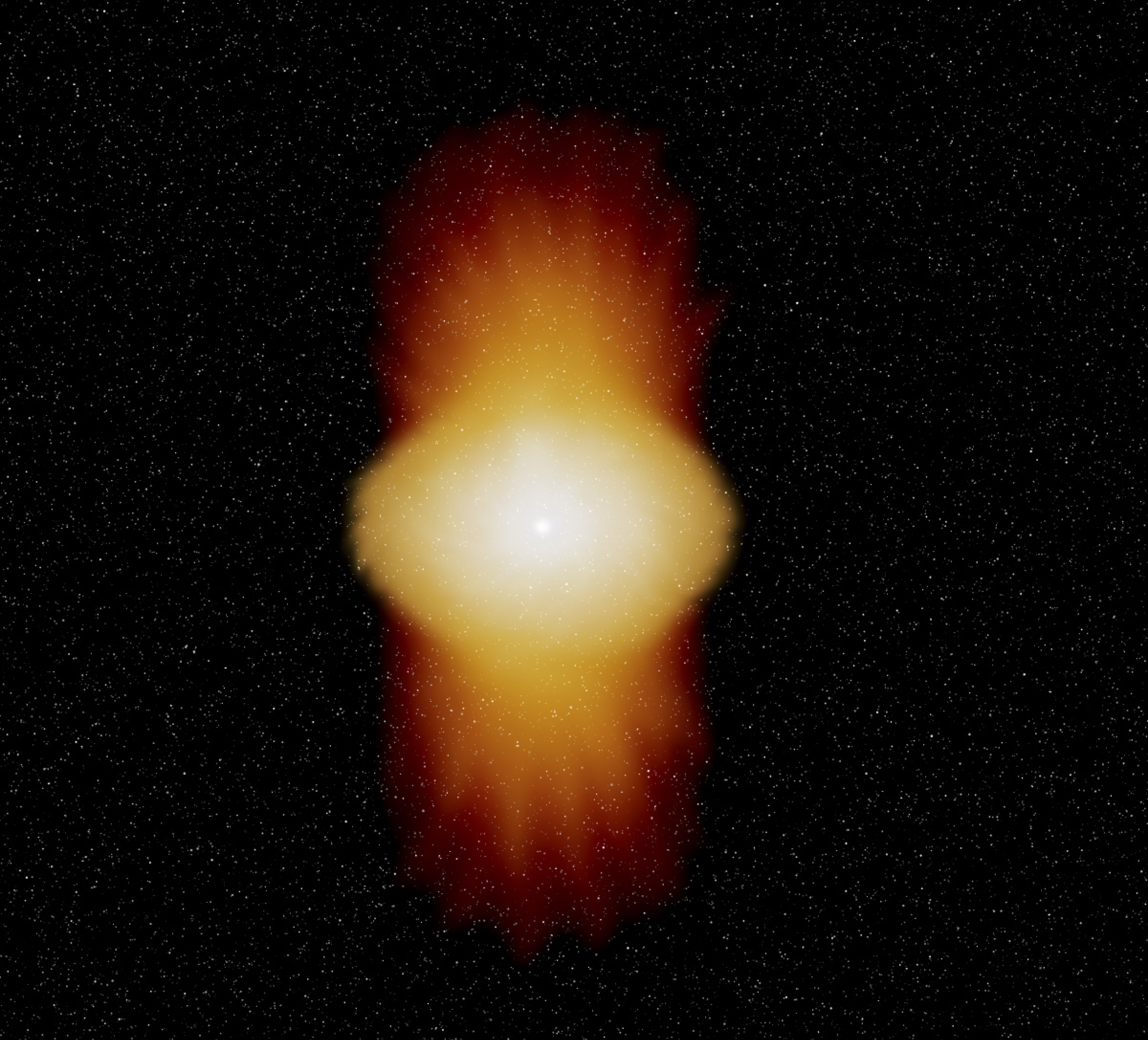
自壊速度に近い自転速度を持ち、極からの恒星風として質量を放出するさいだん座α星。

このようなダイナミクスの結果、この星は顕著な、約35年周期の長期的な光度や分光の変化を示す。実際に、過去100年間で、1903年まではBe星段階、1905年から1936年まではB型星段階、1938年から1954年まではB殻星段階で、1955年から1972年までは再びBe星段階に戻った。その後、1972年にBe殻星段階に入り、その後スペクトル中に多くの殻由来の吸収線を発展させた。同時に、1971年末から恒星の光度は減少し始めた。1973年末に最小の光度に達すると、恒星は徐々に明るくなった。1989年、この星はBe星の段階に入り、2005年夏までBe星の状態が続いた。
このような段階の変化を引き起こした直近の円盤は、1972年に形成された。しかし、興味深いのは、この星の長期の施光観測により、固有施光角が変化していることが示され、円盤の軸の空間運動の直接的な証拠となっていることである。この星は、比較的近い位置に伴星を伴うため、施光角の変化は、約81年周期の円盤の歳差をもたらす。
2005年から2007年に行われた光度や分光の観測で、赤道周囲に新しい円盤が形成され、異なる角度を持つ二重円盤を形成したことが示唆された。新しい円盤の軌道傾斜角は60°と推定されたが、元々あった円盤の軌道傾斜角は、約30°であった。この配置のずれた二重円盤構造は、Be星では初めて見つかった。従って、この星は新しい円盤の形成と2つの円盤の相互作用について観測する珍しい機会を与えている。

## 恒星系
この星は連星として知られているが、その軌道パラメータは完全に分かっていない。1996年、日本とフランスの天文学者のグループが、この星の軌道周期は218.0日で、0.6という大きな軌道離心率を持つことを発見した。ワシントン重星カタログは、2つの恒星の間の角を0.2秒として掲載しているが、これは約24天文単位に相当する。

## 名称
固有名のプレイオネ (Pleione) は、ギリシャ神話に登場するプレイアデスの母、プレーイオネーの名前に因んでいる。2016年6月30日、国際天文学連合の恒星の固有名に関するワーキンググループは、Pleione をおうし座28番星の固有名として正式に承認した。

## 民俗学的影響

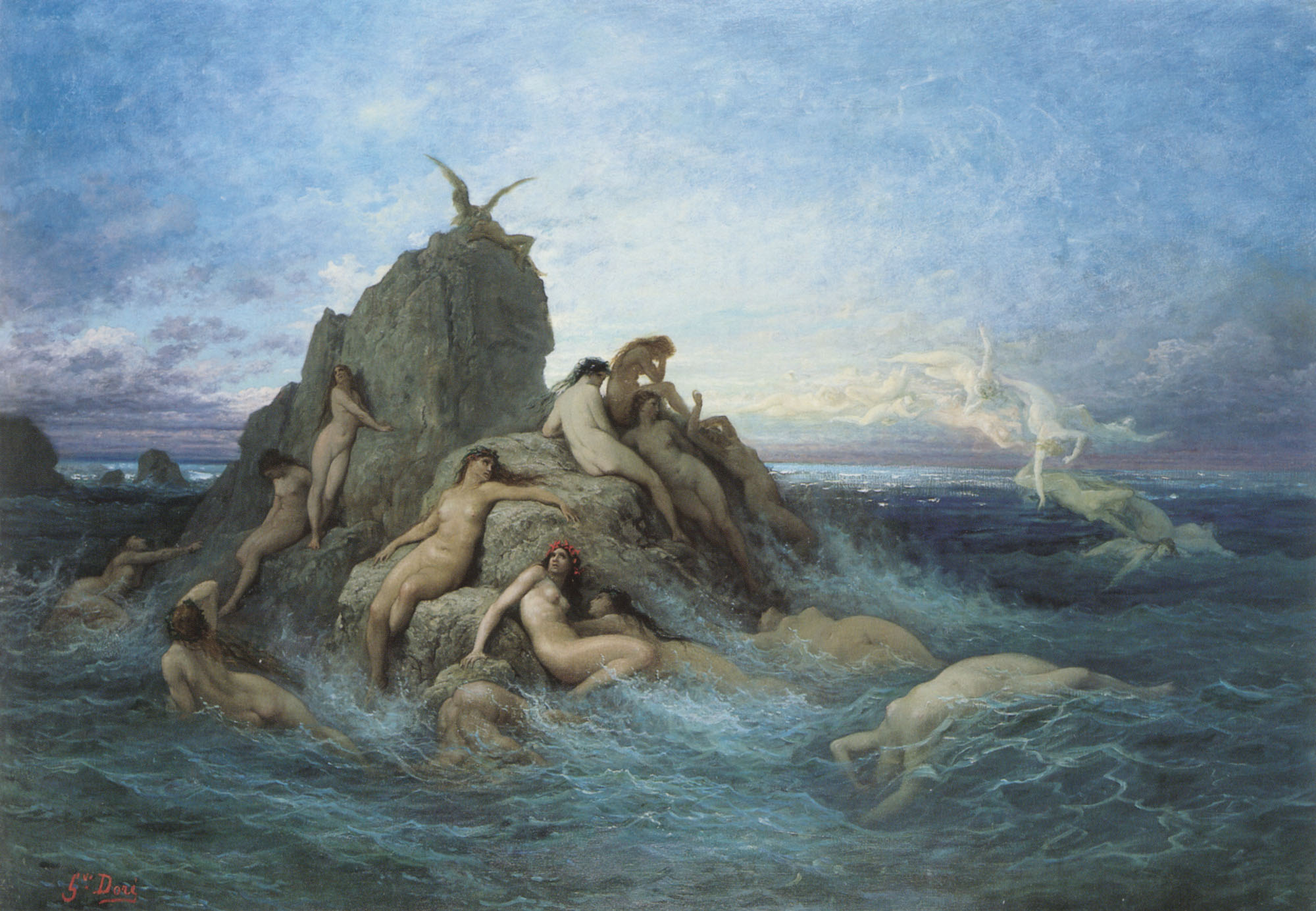
フランスの画家ギュスターヴ・ドレが描いたプレーイオネー

### 神話
プレイオネは、キュレーネー山のオーケアニスのニュンペーであり、ティーターンのオーケアノスとテーテュースの間の3000人の娘の1人である。ギリシア神話のニュンペーは自然の精霊、オーケアニスは海の精霊である。劣位の神と考えられているものの、彼女らは自然界の守護者として崇拝された。それぞれのオーケアニスは、海、川、湖、泉、さらに雲等のそれぞれの水系の守護者であった。海のニュンペーであるプレーイオネーはティーターンのアトラースの配偶者であり、ヒュアース、ヒュアデス、プレイアデスの母である。

### 語源
プレアデス星団の恒星が命名される際、星団の東側にある1対の明るい恒星は、アトラス及びプレイオネと命名され、その他の7つの明るい恒星も、プレイアデスの名前に因んで命名された。「プレイアデス」という用語は、星団全体を表す用語として、ローマ帝国の詩人ガイウス・ウァレリウス・フラックスによって用いられ、イタリアの天文学者ジョヴァンニ・バッティスタ・リッチョーリは、Mater Pleioneと呼んだ。
プレーイオネーとプレイアデスの名前の由来については、諸説ある。その中でも有名なものは3つあり、最も有名なものは、どちらの名前もギリシア語で「航海する」という意味を表すという言葉に由来するというものである。古代ギリシア人は航海の文化を持ち、プレーイオネーの神話上の地位は海のニュンペーであることから、この説はもっともらしい。このため、プレーイオネーは「航海の女王」と呼ばれることもある。さらに、これらの恒星が現われるのは、古代の航海の季節と一致する。賢明な船乗りは災難を避けるため、夜プレアデス星団が良く見える日にのみ航海を行った。
もう1つの語源の説は、ギリシア語で「もっと、十分な、完全な」等の意味を表すという言葉である。この意味は、聖書のK?m?hやアラビア語のAl Thurayyaという言葉と一致する。実際プレイオネは、牧草のニュンペーであるエピメリデスにも数えられ、動物の繁殖を支配しており、彼女の名前は「数を増やすこと」を意味している。
オーリーオーンがプレイアデス全員を追いかけ回すようになった後、ゼウスは彼女らを初めはハトの群れに、ついでその父を慰められるようプレイアデスを星に変えたと言われている。

## 画像

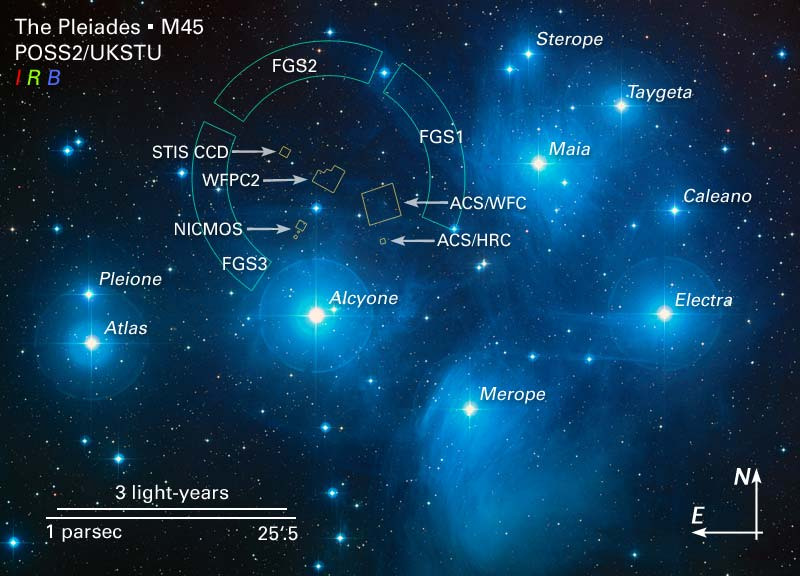
プレアデス星団での位置
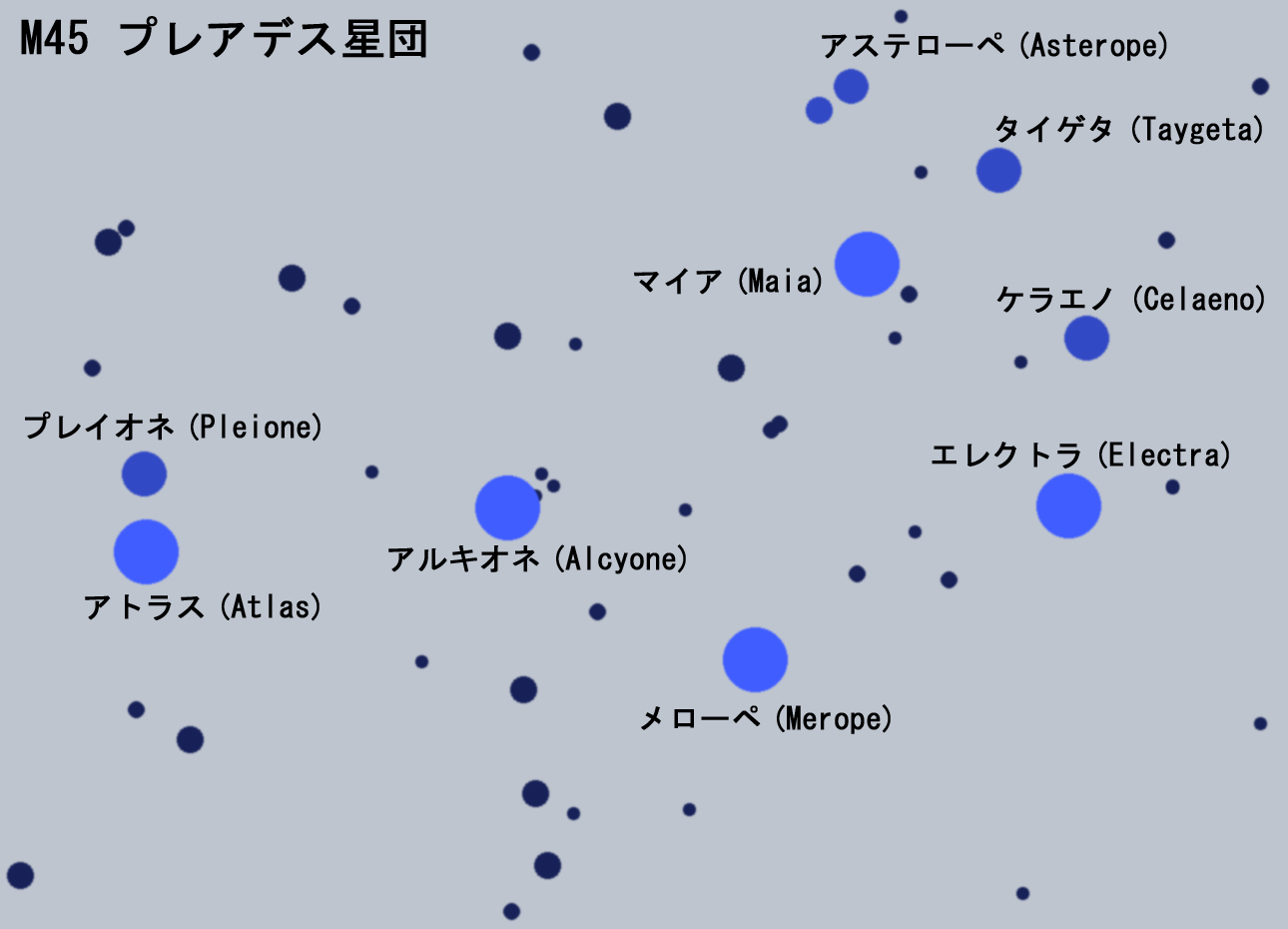
プレアデス星団の構成